# Parafia św. Elżbiety Węgierskiej w Częstochowie
Parafia Świętej Elżbiety Węgierskiej w Częstochowie – rzymskokatolicka parafia, położona w dekanacie Częstochowa – św. Józefa, archidiecezji częstochowskiej w Polsce.

## Historia
14 lipca 1984 roku został ogłoszony dekret biskupa częstochowskiego Stefana Bareły ustanawiający Wikariat Terenowy pw. św. Elżbiety Węgierskiej w Częstochowie.
1 września 1984 roku rozpoczęła się katechizacja dzieci i młodzieży. Pierwszą Mszę świętą w tymczasowej kaplicy odprawił ks. Marian Mermer 14 kwietnia 1985 roku.
11 kwietnia 1987 roku biskup częstochowski Stanisław Nowak erygował parafię pw. św. Elżbiety Węgierskiej w Częstochowie. 16 czerwca 1988 roku parafia otrzymała z Urzędu Wojewódzkiego zgodę na lokalizację Kościoła.